# Estádio Santiago Bernabéu
O Estádio Bernabéu é um estádio de futebol localizado em Madrid, na Espanha, de propriedade do Real Madrid, com capacidade para 83 186 espectadores, o segundo maior do país. Localizado no lugar do antigo estádio do Real Madrid, o Estádio Chamartín, o Bernabéu foi projetado por Luis Alemany Soler e Manuel Muñoz Monasterio. 
Em dezembro de 2024 o Real Madrid optou por alterar o nome de seu estádio para Bernabéu (antes Santiago Bernabéu). A mudança foi motivada por razões comerciais.

## História
Foi inaugurado em 14 de dezembro de 1947 numa partida o Real Madrid e Belenenses de Portugal, com o nome de Estádio Chamartín. À época possuía uma capacidade para 75.145 espectadores, dos quais 27.645 tinham assentos (7.125 cobertos) e 47.500 de pé (2 mil cobertos).
Em 4 de janeiro de 1955, depois de uma grande remodelação, reuniu-se a Assembleia Geral de Sócios Compromissários, quando resolveu-se adoptar o nome atual, em homenagem ao ex-presidente do clube e principal artífice da construção do estádio, o dirigente Santiago Bernabéu. O estádio passou a ter a capacidade para 125 mil espectadores. Em 1957 inaugurou sua iluminação noturna em um jogo contra o Sport Recife.
Foi uma das sedes da Copa do Mundo FIFA de 1982, sediando inclusive a final entre Itália e Alemanha, para isso sua capacidade foi reduzida de 125 mil para 98 mil espectadores, também foi construído o teto para dois terços do estádio. Na década de 1990 foi adicionado o anel superior.

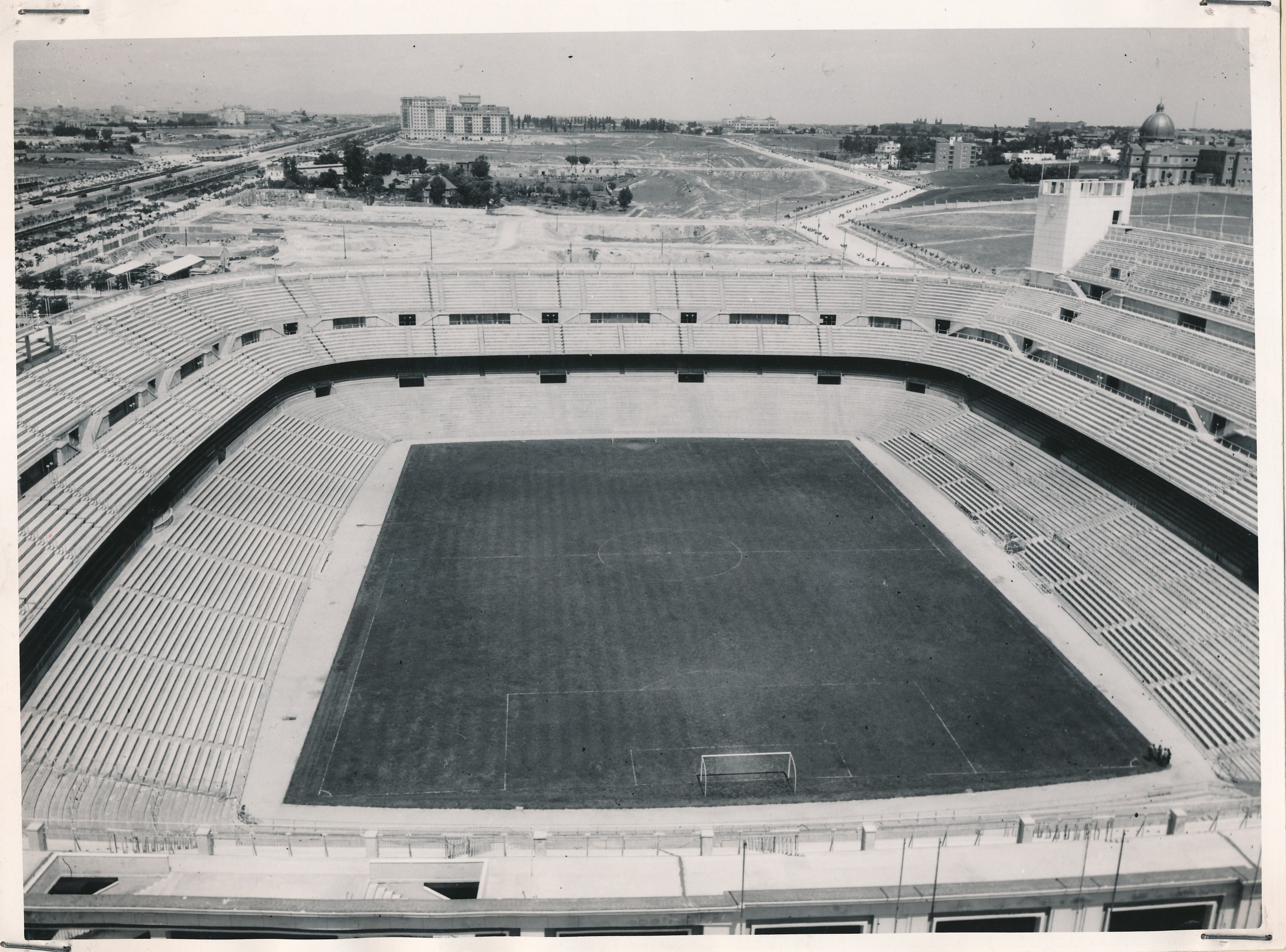
Estádio Santiago Bernabéu em 1955.

## Futuro
Em 2014 o presidente Florentino Pérez anunciou que haveria um novo Santiago Bernabéu que seria inaugurado em 2017. Mas o Alto Tribunal de Justiça de Madrid anulou em 2015 o projeto de expansão do estádio, assinado entre o clube e o Conselho da cidade.
Em outubro de 2016, O Real Madrid relançou o projeto de remodelação do estádio, com previsão para começar em 2017 e custo total de 400 milhões de euros. O projeto inclui a ampliação do museu, a implantação de um hotel de luxo, construção de novas zonas comerciais nos arredores e a remodelação da fachada, entre outras intervenções.
O clube chegou a acordo com o município de Madrid comprometendo-se a criar um espaço ajardinado de 6.000 metros quadrados no exterior do estádio. A reforma foi finalmente iniciada em 2019. Embora o projeto tenha sido concebido considerando que o clube continuaria a utilizar o estádio durante as obras, a paralisação do futebol devido à pandemia de COVID-19 permitiu que a reforma avançasse de forma significativa. Durante o período da reforma, o time utiliza o Estádio Alfredo Di Stéfano, localizado no Centro de Treinamento do Real Madrid.

## Principais partidas

### Finais da UEFA Champions League
- 22 de Maio de 2010: 2009-10:  Bayern de Munique 0–2   Inter de Milão
- 28 de Maio de 1980: 1979-80:  Nottingham Forest 1–0  Hamburg
- 28 de Maio de 1969: 1968-69:  Milan 4–1  Ajax
- 30 de Maio de 1957:  1956-57:  Real Madrid 2–0  Fiorentina

### Copa do Mundo de 1982
- 29 de junho de 1982: Segunda Fase  Alemanha Ocidental 0–0  Inglaterra
- 2 de julho de 1982: Segunda Fase:  Alemanha Ocidental 2–1  Espanha
- 5 de julho de 1982: Segunda Fase:  Espanha 0–0  Inglaterra
- 11 de julho de 1982: Final:  Itália 3–1  Alemanha Ocidental

### Eurocopa de 1964
- 17 de Junho de 1964: Semifinal:  Espanha 2–1   Hungria
- 21 de Junho de 1964: Final:  Espanha 2–1  União Soviética

### Libertadores da América de 2018
- 09 de dezembro de 2018: Final: River Plate  3 – 1  Boca Juniors

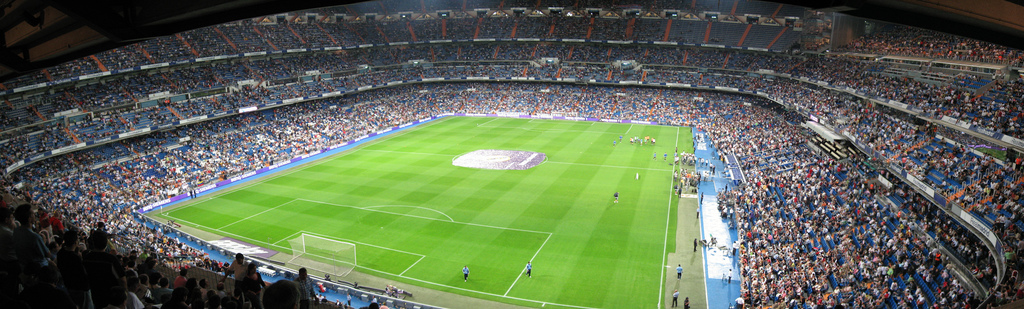
Panorama do Estádio Santiago Bernabéu.

## Fotos

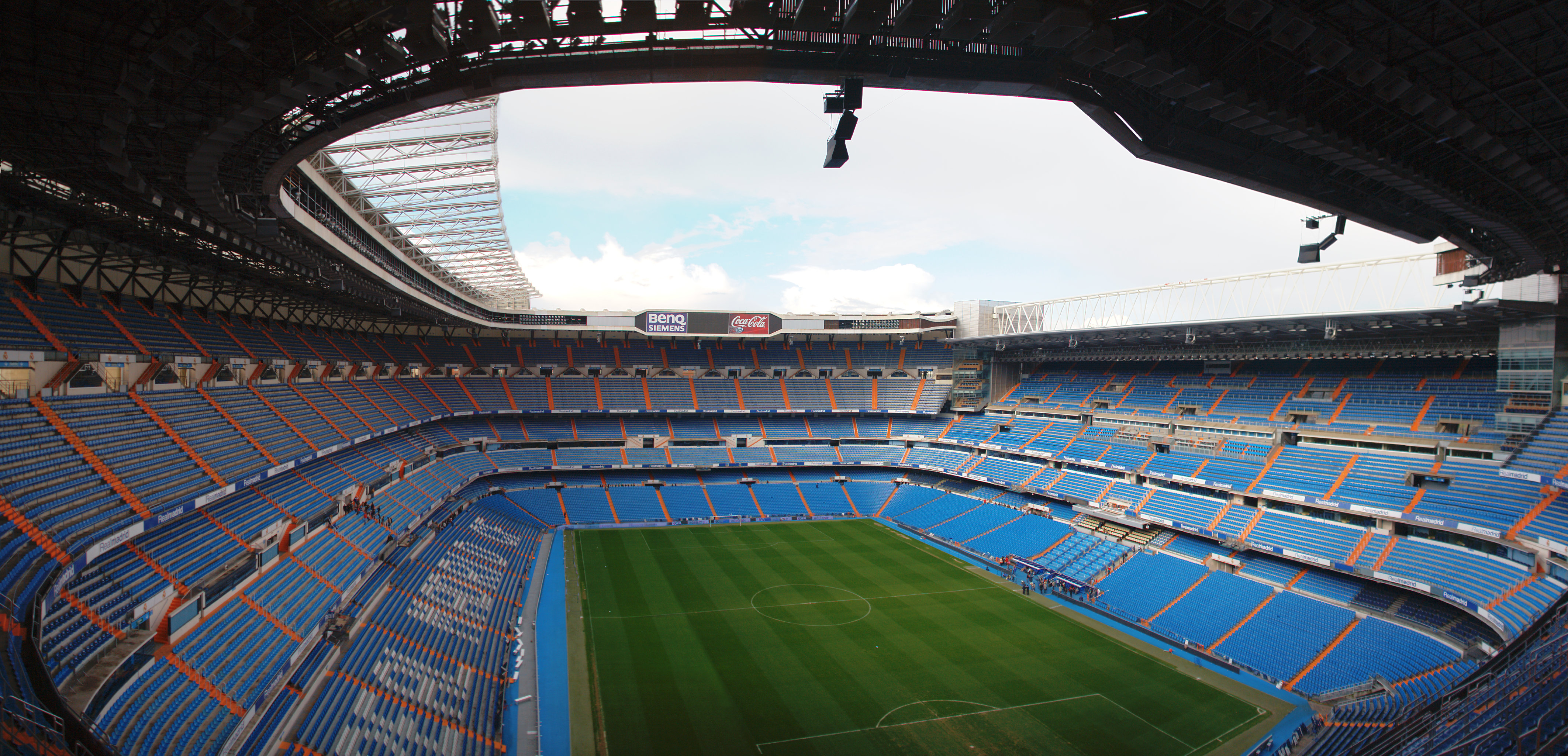
Panorama.
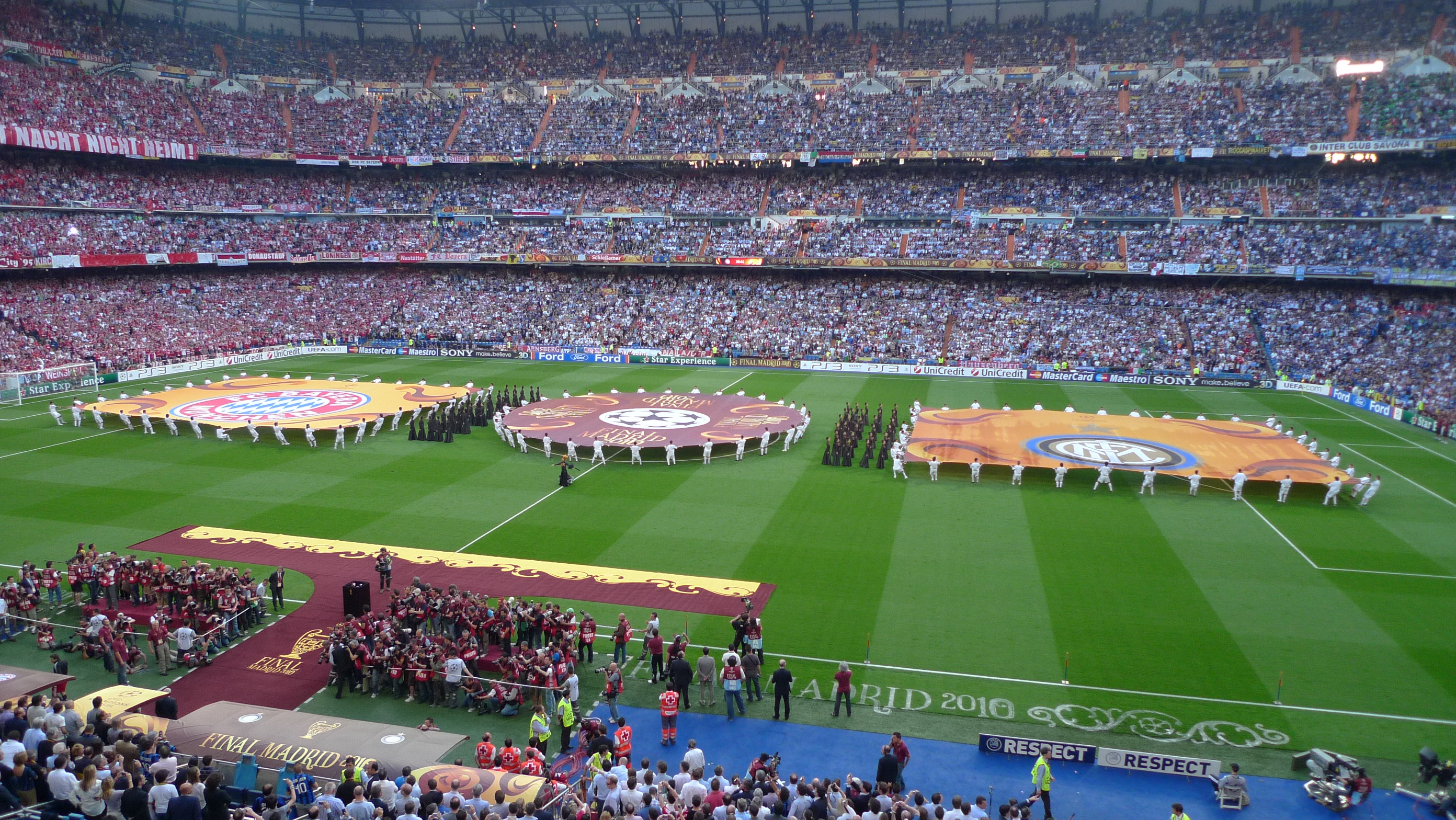
Final da UEFA Champions League 2009–10.
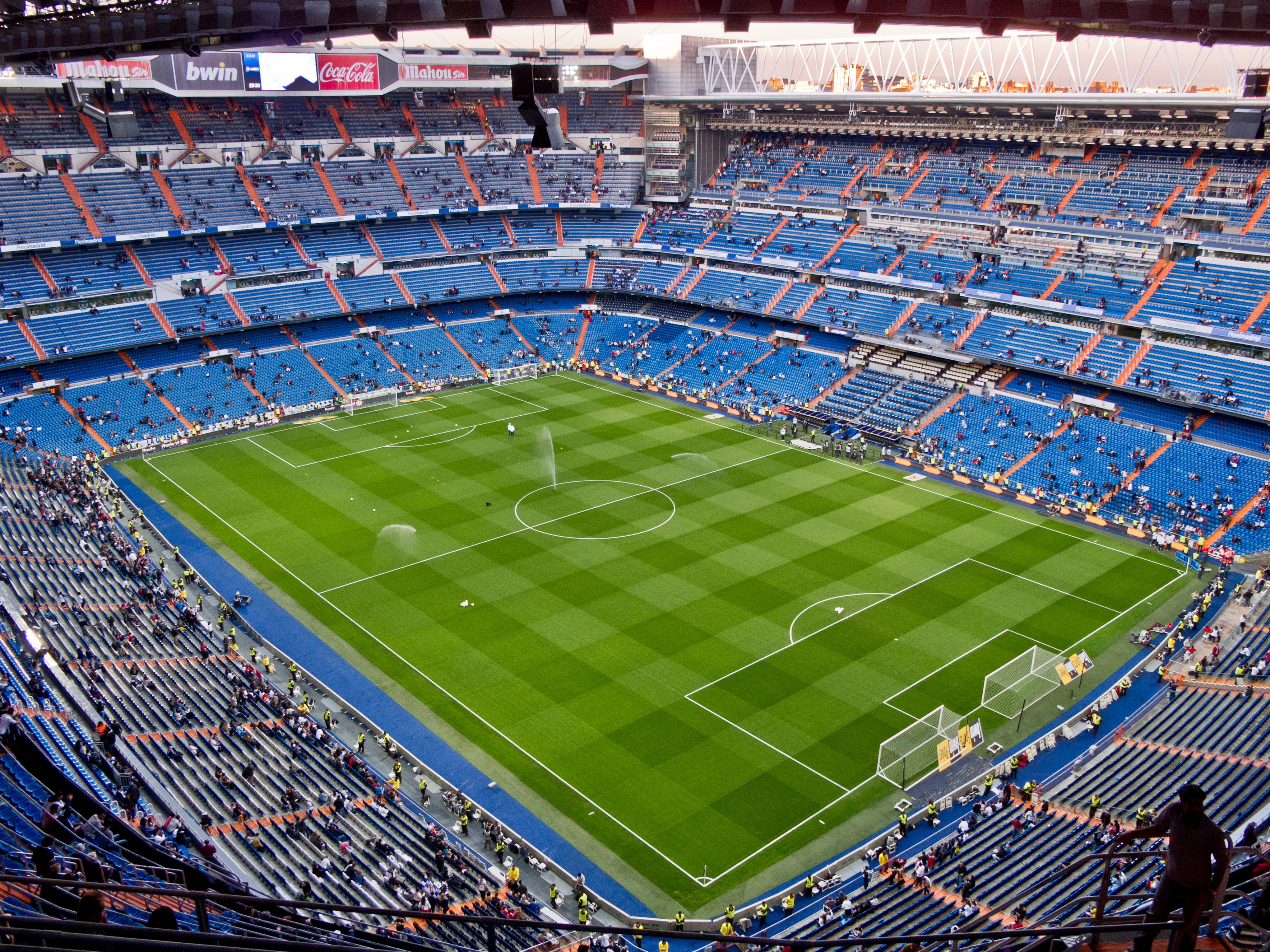
Preparação para o jogo entre Real Madrid x Juventus Football Club pela final da Liga dos Campeões da UEFA de 1997–98.
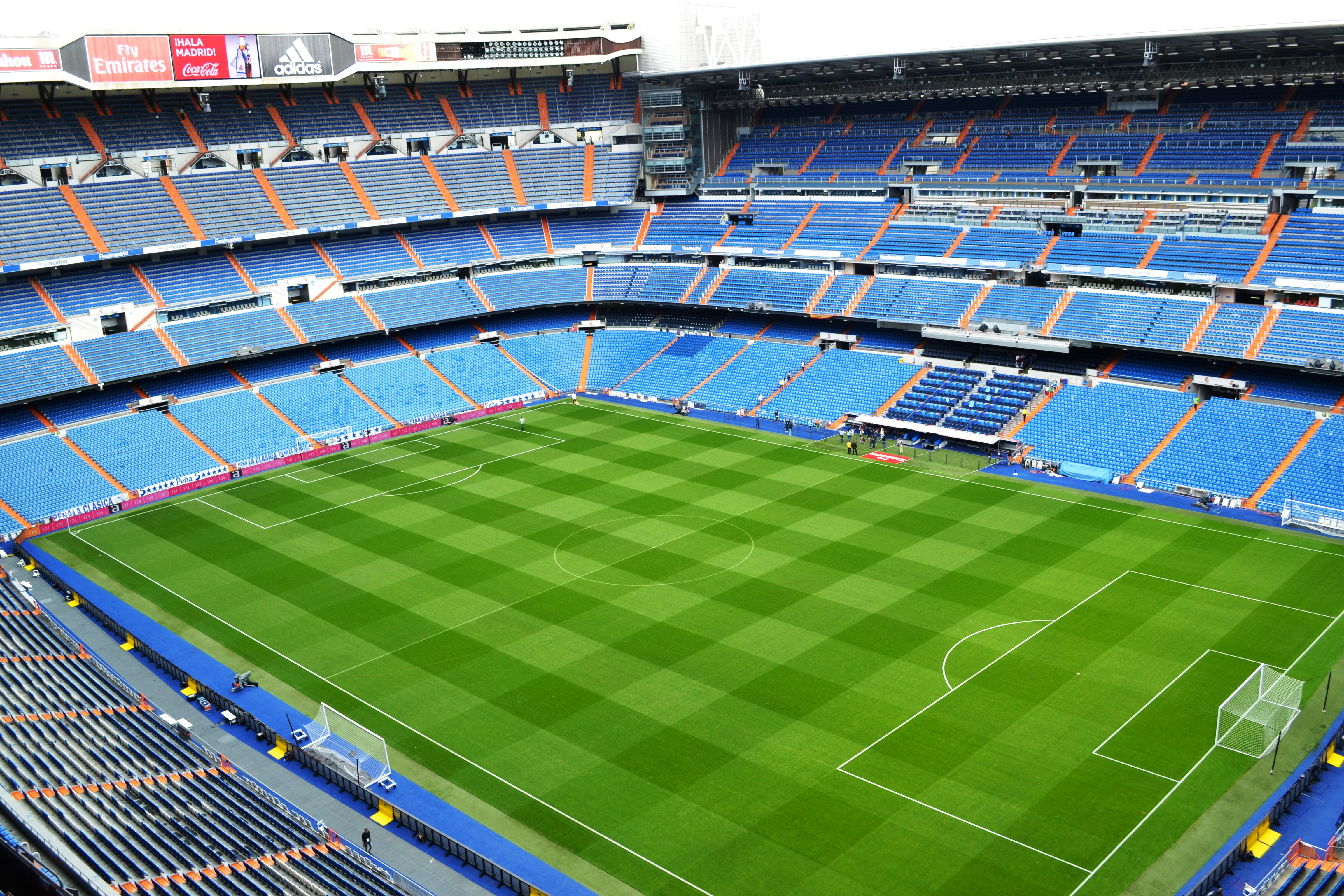
Panorama interior.
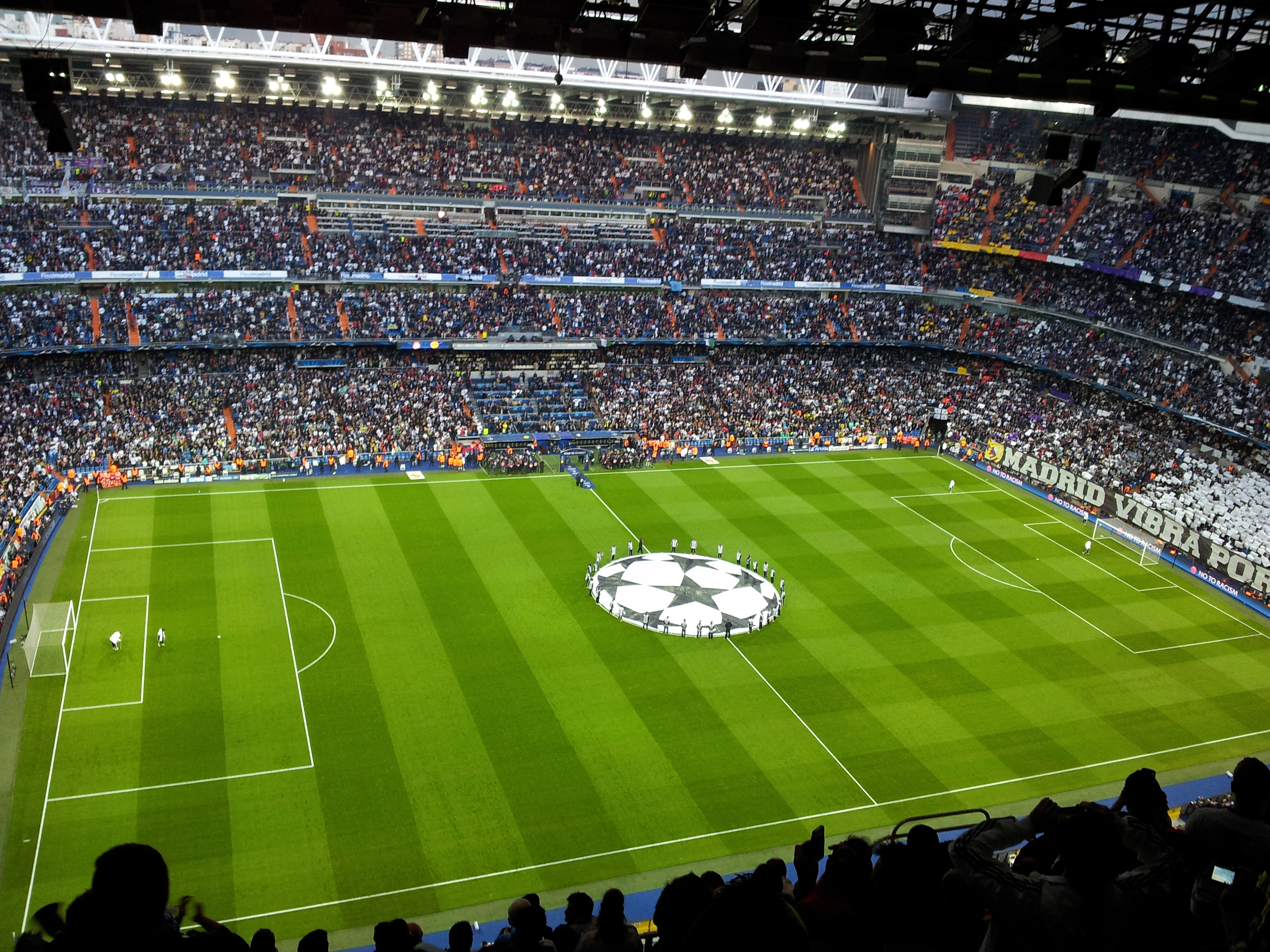
Partida entre Real x Borussia Dortmund pela semifinal da Liga dos Campeões da UEFA de 2012–13.
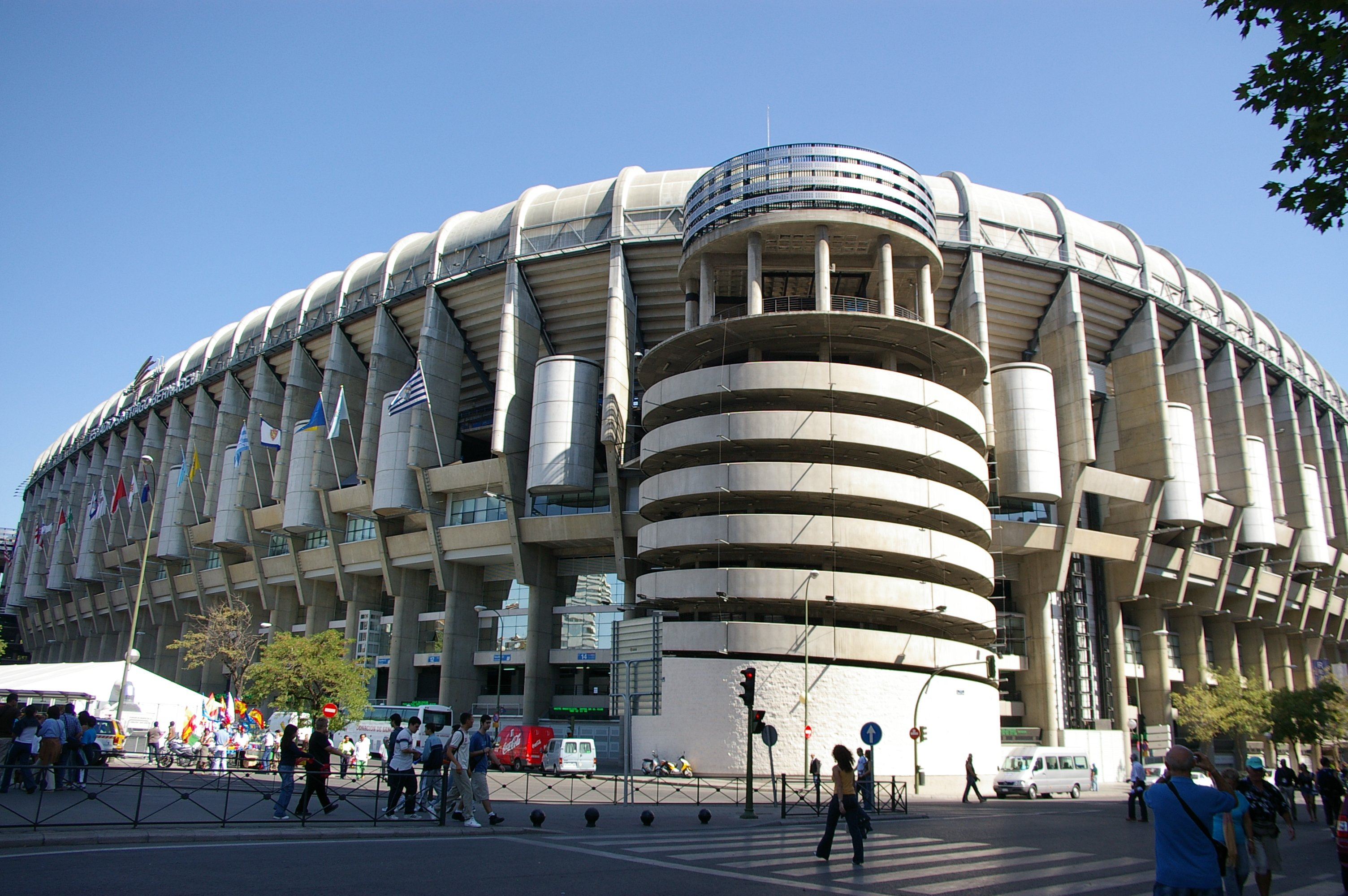
Exterior do Bernabéu.
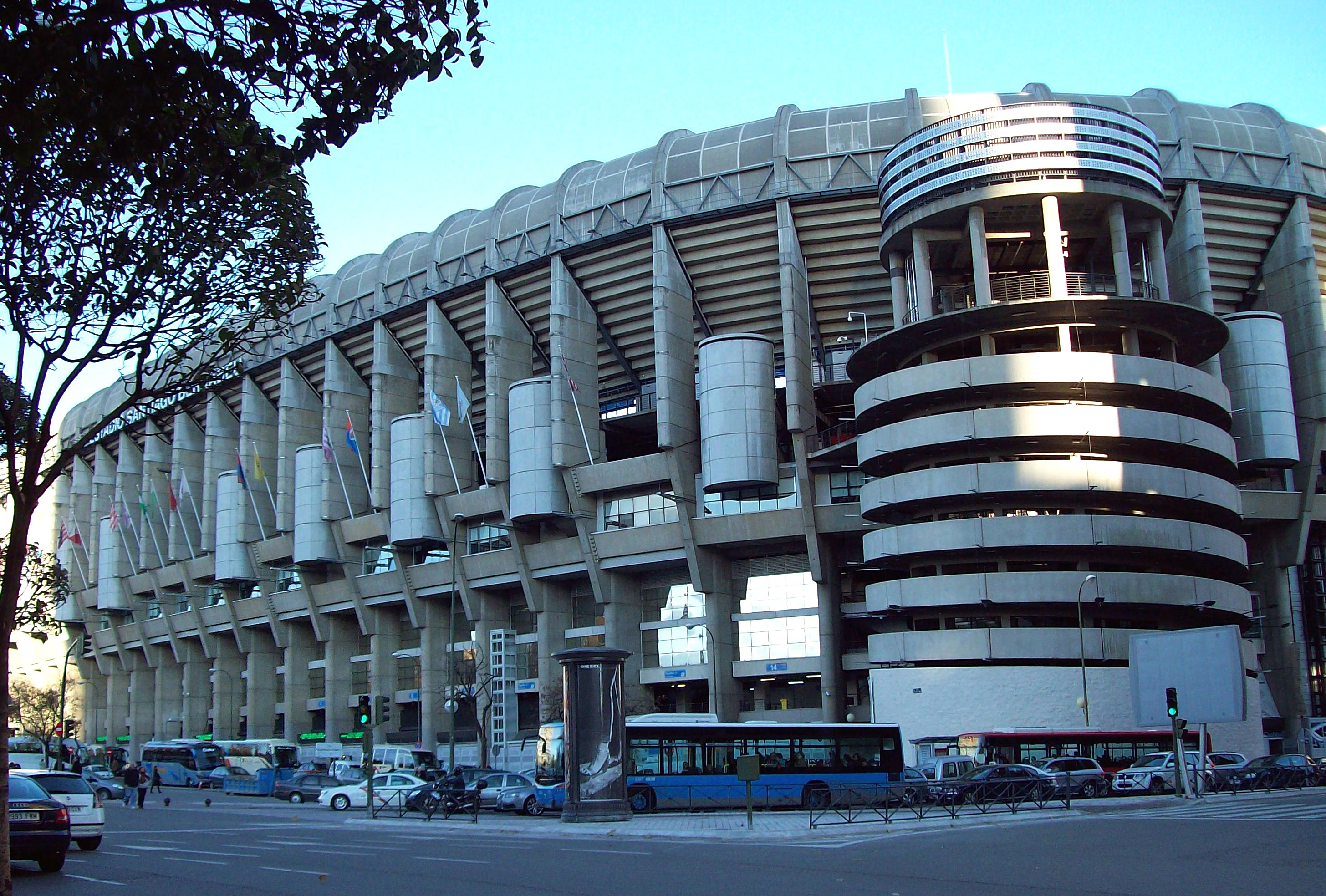
Vista da fachada oeste.
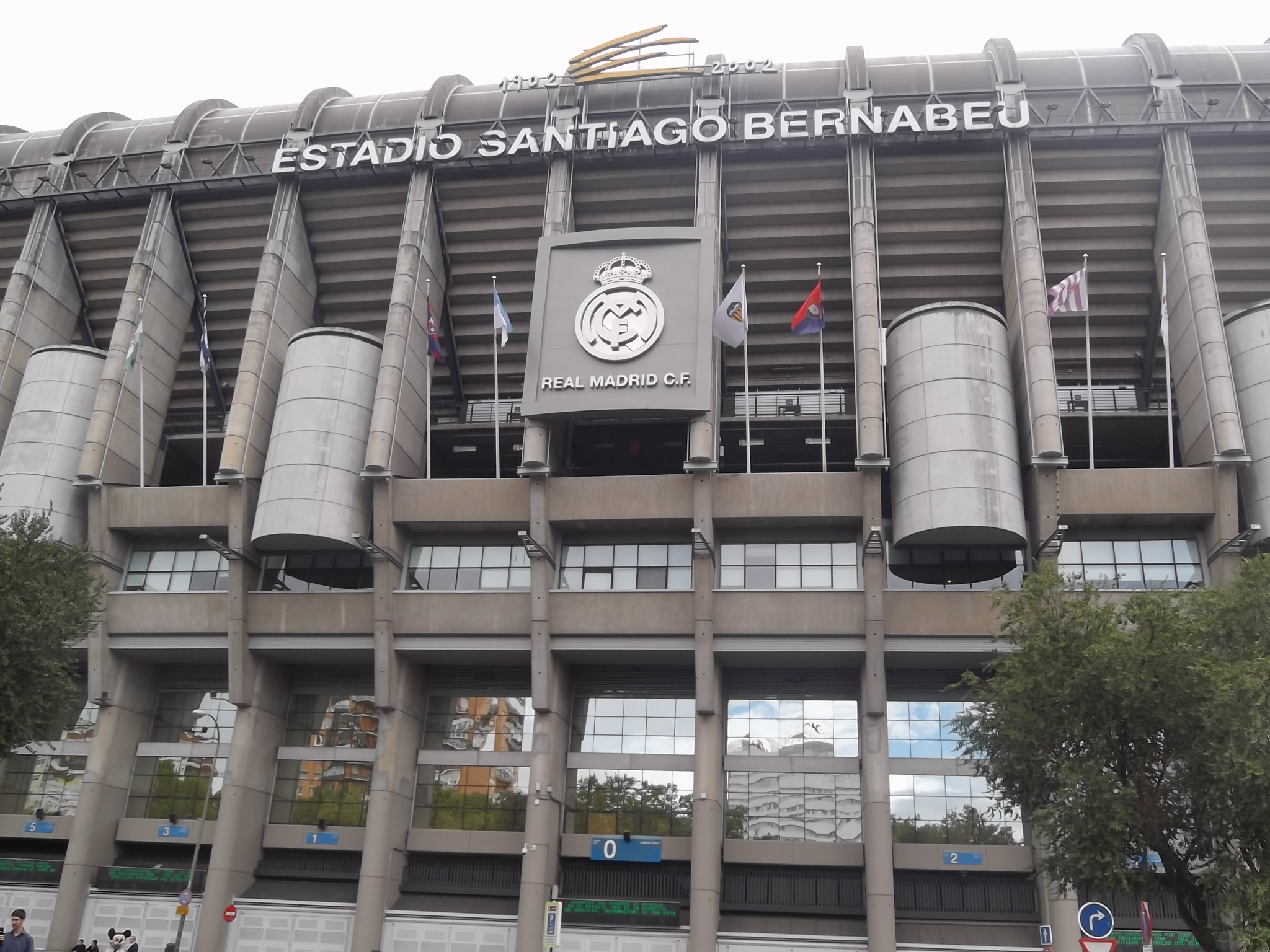
Vista da fachada do Bernabéu.